# Ejército Popular de la República
L'Ejército Popular de la República (Esercito popolare repubblicano, spesso abbreviato in EPR) fu la denominazione data dal governo della seconda repubblica spagnola alle forze armate di terra, composte dai settori dell'esercito spagnolo rimasti leali dopo il colpo di stato militare del 17 e 18 luglio 1936 e le milizie popolari create durante i primi mesi della guerra civile spagnola, che si opposero alle truppe sollevatesi con il Bando nacional.

## Storia
Durante il periodo iniziale della Repubblica spagnola, dopo la Reforma militar di Manuel Azaña del 1931, le Forze Armate erano divise in due rami principali:
- Ejército de Tierra
- Marina de Guerra

L'Aviación militar dipendeva ancora dall'esercito. Le divisioni militari furono ridotte da 16 a 8.
La riforma produsse un certo malcontento all'interno dell'esercito, soprattutto da parte di molti militari conservatori. Tuttavia, queste misure non furono quasi modificate dal 1934, durante il biennio conservatore.
Con l'alzamiento del luglio 1936, la maggior parte degli storici calcola che il 70% dei 15.000  ufficiali attivi nel 1936 passarono dalla parte dei nazionalisti (circa 1.500 furono però fucilati o imprigionati), mentre, al contrario, la maggioranza dei cento generali non si sollevò. Dei 210.000 soldati di truppa e sottufficiali che teoricamente costituivano l'esercito regolare nel 1936, circa 120.000 rimasero nella zona dei ribelli, ma la cosa più decisiva fu che tra loro c'erano i 47.000 che componevano l'Esercito d'Africa, che costituivano le migliori truppe dell'esercito spagnolo, quelle combattenti.  La Guardia Civil, da parte sua, era divisa a metà con i lealisti della Repubblica.

### Inizio conflitto
Nell'autunno 1936 le sorti della guerra civile erano nettamente favorevoli ai nacionales, l'Armata d'Africa trasferita nel Sud della Spagna era avanzata di circa 300 km, unendosi all'Armata del Nord e giungendo alle porte di Madrid.
La drammatica situazione fece comprendere al governo di Largo Caballero che la guerra non poteva essere vinta senza un coordinamento tra le colonne di volontari che combattevano sui diversi fronti. D'altronde eccetto che sulla Sierra di Guadarrama dove si era riusciti a contenere i ribelli, le altre operazioni intraprese erano fallite, l'occupazione dell'Alcazar a Toledo o delle città dell'Aragona: Saragozza, e Huesca.

### Tentativo di organizzazione
Si fece strada l'idea che era necessario ricostituire un Esercito, quindi creare un'autorità centrale di coordinamento. Ma ciò incontrava l'opposizione degli anarchici, dei socialisti e del POUM, favorevoli solo i comunisti che avevano costituito il V Reggimento, dove nonostante una disciplina ferrea ed efficiente erano stati importati elementi di democrazia interna tipici delle Colonne anarchiche. Poiché non era possibile mettere tanti oppositori davanti ad un fatto compiuto fu deciso di procedere per gradi.

#### Primo decreto
Con un primo decreto del 28 settembre si autorizzò l'entrata degli ufficiali della milizia, nominati dai soldati ai loro ordini, nei quadri degli ufficiali di carriera. Con ciò si tendeva superare la resistenza dei quadri alla militarizzazione delle milizie garantendo la regolarità delle promozioni e la permanenza nelle file dell'esercito. Tuttavia la coesistenza di tre figure di ufficiali: di carriera, di complemento e della milizia, a cui si aggiungeva una quarta - quella degli ufficiali provenienti dalle Scuole di guerra popolari - rappresentava una difficoltà che doveva essere superata. Si dispose una via di mezzo per risolvere il problema, di ridurre i quattro livelli a due (di carriera e di complemento) riconoscendo grado ed anzianità agli ufficiali della milizia con conseguente passaggio ad una delle due tipologie di ufficiali, ad ogni modo il decreto presupponeva un passo avanti verso la militarizzazione.

#### Successivi decreti
La seconda misura adottata mediante due decreti, del 30 settembre e del 7 ottobre, ordinò la mobilitazione delle leve del 1932 e 1935. Con ciò l'Esercito cessava di essere volontario ed i richiamati non erano più inquadrati nelle milizie ma nell'Esercito il che implicava la disciplina e l'assoggettamento alla Giustizia militare.
Il 4 ottobre fu fatto un terzo passo stabilendo il saluto obbligatorio tanto per l'esercito regolare che per le milizie. Si trattava di una misura di disciplina poco gradita alle milizie, che però comportava la loro integrazione nei regolamenti militari.

#### Il commissario politico
La creazione del Commissario politico con circolare ministeriale, apparsa sul Diario Ufficiale del Ministero della Guerra, il 16 ottobre, ebbe lo scopo di vincere la resistenza dei partiti politici e dei sindacati alla creazione di un vero Esercito. Neppure questa disposizione era priva di difficoltà come si capirà nel corso della guerra. La dualità di poteri tra il comando militare e quello politico richiedeva un rapporto tra i due comandi rispettoso delle diverse competenze e questo non accadrà in molti casi. I conflitti generati dall'interpretazione unilaterale dei limiti di competenza richiesero una pratica lunga e difficile. La creazione del commissario significava una sottomissione del potere militare a quello politico, difficile da accettare per i militari di carriera, come pure dai comandanti militari provenienti dalle milizie. Senza dubbio, la disposizione rendeva accettabile agli occhi dei partiti e sindacati un Esercito, in qualche forma, diverso da prima della guerra.

### Comando unico
Un altrettanto passo importantissimo, fu il soddisfare l'esigenza, che diventava sempre più pressante, del comando unico. Il 16 ottobre, Largo Caballero assunse il comando unico dell'esercito e delle milizie. La parte operativa di questa disposizione disponeva che “per unificare e coordinare l'azione delle forze che lottano sui differenti fronti” tutte queste forze dovessero essere unificate e organizzate come un esercito regolare. Questa disposizione era il culmine della transizione da una forza a carattere eminentemente politico e volontario a una forza armata di tipo tradizionale.
Un nuovo ordine relativo all'organico dei battaglioni della Regione Centro, del 20 ottobre, includeva nel suo articolo 8° una disposizione importantissima che stabiliva testualmente:
“ A partire da questa data sono soppressi il comando generale delle milizie e di reggimenti sostenuti dai diversi partiti e funzioneranno come organi politici i commissari che vi sono in ogni unità”.
Questa disposizione presupponeva la scomparsa legale delle milizie di partito e sindacati e la comparsa di una milizia unica subordinata al governo. 
Un'ultima ordinanza del 31 ottobre riassumeva queste disposizioni complementari prima dell'apparizione delle brigate miste come ultimo atto del processo di rinnovamento. Si trattava di stabilire i distintivi per ogni grado per mettere in rilievo il carattere rivoluzionario del nuovo esercito.

### Le brigate miste
Paradossalmente la creazione delle Brigadas Mixtas ( brigate miste, BM), che rappresentavano l'unità base del nuovo Esercito, non venne convalidata da alcun decreto o ordine ufficiale. Il primo documento che fa menzione alle BM è una lettera della sezione organizzazione dello stato maggiore centrale all'ispettore delle milizie, del 18 ottobre, in cui si ordinava la costituzione delle prime sei. Manca, tuttavia, ogni riferimento a come si arrivò a scegliere tale modello.
La BM doveva essere un'unità autonoma composta da battaglioni di fanteria appoggiati da altre armi come la cavalleria motorizzata, artiglieria, mortai, trasmissioni, zappatori, intendenza e Sanità. Questa struttura aveva un antecedente nell'esercito spagnolo ed era la Brigata mista delle Asturie. Pertanto affermare che questa struttura fu consigliata dai consiglieri russi è, per lo meno, parzialmente vero. Agli africanisti ricordavano le colonne della guerra del Marocco, molto simile al modello proposto. Da parte loro, i consiglieri russi prendevano ad esempio i reggimenti del loro paese che contavano su artiglieria, genio e servizi ausiliari.
L'organico della BM comprendeva 4 battaglioni di fanteria di 5 compagnie (4 di fucilieri e uno di mitragliatrici) e un plotone di mortai; uno squadrone motorizzato di cavalleria, quattro batterie d'artiglieria leggera da 75 mm e un cannone da 105 mm; una compagnia zappatori, una colonna di munizionamento e unità di trasmissione, intendenza e sanità, con 150 ufficiali e 3.700 soldati.
In novembre si stabilì un nuovo organico più conforme con le disponibilità reali: 4 battaglioni e una compagnia di riserva di fanteria, un plotone di cavalleria; un plotone di blindati nella terza brigata di ogni divisione; una batteria d'artiglieria con tre cannoni e unità di trasmissione, intendenza, sanità, zappatori e una colonna di munizionamento con 134 ufficiali, 32 commissari e 4.029 soldati. Con tutto ciò solo le prime sei brigate ebbero l'organico previsto. La difficoltà d'approvvigionamento delle armi obbligò a prescindere da una parte dei servizi, soprattutto dell'artiglieria, che con il tempo sarebbe diventata divisionaria, della cavalleria e dei blindati. Non vi erano né armi né ufficiali sufficienti per coprire tutte le necessità. Rapidamente i battaglioni delle milizie furono incorporati nelle BM, cambiando i loro romantici nomi in numeri anonimi. Resta difficile specificare i numeri dei battaglioni che costituivano inizialmente le BM, però le vicissitudini della guerra con le sue perdite, trasferimenti, nuove incorporazioni di reclute, sdoppiamenti, dissoluzioni e fusioni fecero di regola dimenticare il nome originale.

### Le brigate internazionali
22 ottobre 1936, il primo ministro della repubblica spagnola Francisco Largo Caballero, approvò la formazione di brigate internazionali. Le prime organizzazioni che, in tutto il mondo, si attivarono per reclutare volontari, furono i partiti comunisti e i sindacati dei lavoratori. La prima unità, detta “11ª Brigata mista internazionale” venne inviata a Madrid.
Sebbene non vi sia un numero ufficiale, complessivamente ammipontarono a circa 59.000 unità. I primi contingenti delle brigate internazionali furono sostenuti logisticamente dal Comintern.
I volontari giunsero da ben 53 nazioni dei cinque continenti. Circa 5.000 furono inquadrati direttamente nel regolare esercito repubblicano e ben 20.000 furono addetti a servizi sanitari, logistici ed ausiliari. Al loro interno, le brigate internazionali erano generalmente divise in raggruppamenti nazionali. Ogni Brigata era suddivisa in battaglioni.

### Strutturazione definitiva
Le otto prime brigate dell'esercito popolare repubblicano, dalla 1 alla 6, più due internazionali, create il 18 ottobre, poterono andare al fronte il 3 novembre. Tra il mese di dicembre e febbraio 1937 si completarono fino al numero 25. Nel maggio 1937 l'esercito fu suddiviso in cinque gruppi d'armata: Centro Nord, Sud, Este e Levante, a cui si aggiunse poi un sesto gruppo, quello di Manovra.
Furono create 153 brigate nel Centro, Sud e Catalogna, e, in agosto, se ne aggiunsero altre nel Nordest fino ad arrivare alla 204ª. Quando queste ultime, dalla 154ª alla 204ª, scomparvero per il crollo del fronte Nord, se ne riorganizzarono 32 sugli altri fronti. Di queste quelle tra la 154ª e la 165ª furono ricostituite come unità guerrigliere, la cui struttura nulla aveva a vedere con le BM e quelle dal n. 166 al 172 non furono ricostituite. L'ultima BM fu formata con il numero 246 alla fine del 1938 a Calella de la Costa (Barcellona).
Dai gruppi d'armata dipendevano i Corpi dell'Esercito, dal n. I al n. XXIV più quelli dell'Euzkadi, Santanderino e Asturiano.
I Corpi dell'Esercito erano costituiti da 77 Divisioni formate da 3 Brigate Miste ciascuna. Il numero delle divisioni variava a seconda dell'importanza del fronte.
Complessivamente arrivò a contare 750.000 uomini, 1500 pezzi di artiglieria e 800 carri armati.
Vi erano diverse particolarità: la 86ª Brigata Mista comandata da Aldo Morandi formava con la 25ª e la 103ª BM la 63ª Divisione, che dipendeva dall'VIII Corpo d'Armata che faceva parte dell'Esercito dell'Estremadura a sua volta dipendente dal Gruppo d'Armata della Regione Centrale.
Naturalmente vi furono spostamenti e soppressioni nel corso della guerra per cui è molto difficile definire un organico preciso del nuovo Esercito Popolare.
Sulla ristrutturazione esistono naturalmente pareri difformi, il creò notevoli polemiche tra le diverse anime dei repubblicani prima e degli storici poi. Orwell, che pure militava in una colonna del POUM, rimase sconcertato dalla frettolosa istruzione militare e dal carente armamento. Aldo Morandi e Nitti ebbero problemi per inquadrare in modo militare gli anarchici che costituivano in parte o tutto l'organico al loro comando. Nitti, seguendo in parte la struttura che avevano le Colonne Anarchiche, ovvero forme di democrazia interna indipendentemente dal grado, si guadagno' il rispetto dei miliziani, che lo chiamavano Comandante Rosso.

### Ultimi mesi e scioglimento
Indalecio Prieto fu sostituito alla guida del Ministero della difesa nell'aprile 1938 da Juan Negrín, dopo la crisi politica causata dalle sconfitte militari sul fronte aragonese.
Il 21 settembre 1938 Negrín, su pressione delle democrazie occidentali impegnate nella politica di non intervento, dispose il ritiro dal fronte di tutti i combattenti non spagnoli delle brigate internazionali, stimati in 13.000 unità ad ottobre 1938.
Dal luglio-agosto 1938, dopo la divisione in due della zona repubblicana, la struttura dell'Esercito fu riorganizzata attorno a due grandi gruppi:
- "Gruppo d'armate della regione centrale", in cui erano integrati gli eserciti di Levante, Manovra, Centro, Estremadura e Andalusia.  Era sotto il comando del generale José Miaja.
- "Gruppo d'armate della regione orientale", situato nella regione catalana e in cui erano integrate l'Armata dell'Est e la nuova Armata dell'Ebro. Era sotto il comando del generale Juan Hernández Saravia.

Nel novembre 1938 si concluse la battaglia dell'Ebro con la sconfitta dell'esercito repubblicano.
L'esercito repubblicano spagnolo si sciolse verso la fine di marzo 1939 quando i soldati della Repubblica cedettero le armi alle vittoriose armate franchiste.